# Leksand
Leksand er et byområde i Leksands kommun i Dalarnas län i Sverige. Byområdet har et indbyggertal på 6.505 (2023) indbyggere.